# Limnichus pruinosus
Limnichus pruinosus är en skalbaggsart som beskrevs av Max Fleischer 1909. Limnichus pruinosus ingår i släktet Limnichus och familjen lerstrandbaggar. Inga underarter finns listade i Catalogue of Life.